# SV Robinhood (Paramaribo)
Sport Vereniging Robinhood is een Surinaamse voetbalclub uit Paramaribo. De club werd op 6 februari 1945 opgericht door Anton Blijd en J. Nelom, die de naam bedacht. De clubkleuren zijn groen-rood en het motto van de club is: "Geen strijd, geen kroon". De thuiswedstrijden worden sinds 2014 in het Dr. Ir. Franklin Essed Stadion gespeeld en wordt met meerdere clubs gedeeld. Robinhood speelt in de Suriname Major League.
Omdat de spelers van Robinhood bij oprichting nog geen voetbalschoenen hadden, speelde de club het eerste jaar in de 'blootvoetscompetitie'. Die wonnen ze meteen, de prijs was twaalf paar voetbalschoenen. Het jaar erna kon de club dus uitkomen in de echte competitie van de Surinaamse Voetbal Bond. Robinhood werd al snel een van de grote volksclubs van Suriname. In 1953 werd voor de eerste maal het landskampioenschap behaald. Dat lukte nog 25 keer, waarvan 15 keer onder leiding van trainer Ronald Kolf. Met 26 landskampioenschappen is Robinhood recordhouder in Suriname. Robinhood haalde vijfmaal de finale van de CONCACAF Champions Cup, maar slaagde er niet in om de beker te winnen. Wel werd tweemaal, in 2019 en 2023, de CONCACAF Caribbean Shield gewonnen en won het in 2023 de CONCACAF Caribbean Cup, waardoor het zich het sterkste team van het Caraïbisch gebied mocht noemen en zich plaatste voor de ronde van 16 van de CONCACAF Champions Cup van 2024.

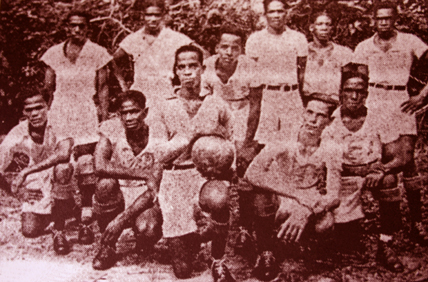
Team van 1946
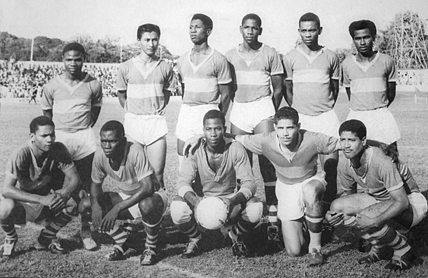
Team van 1976
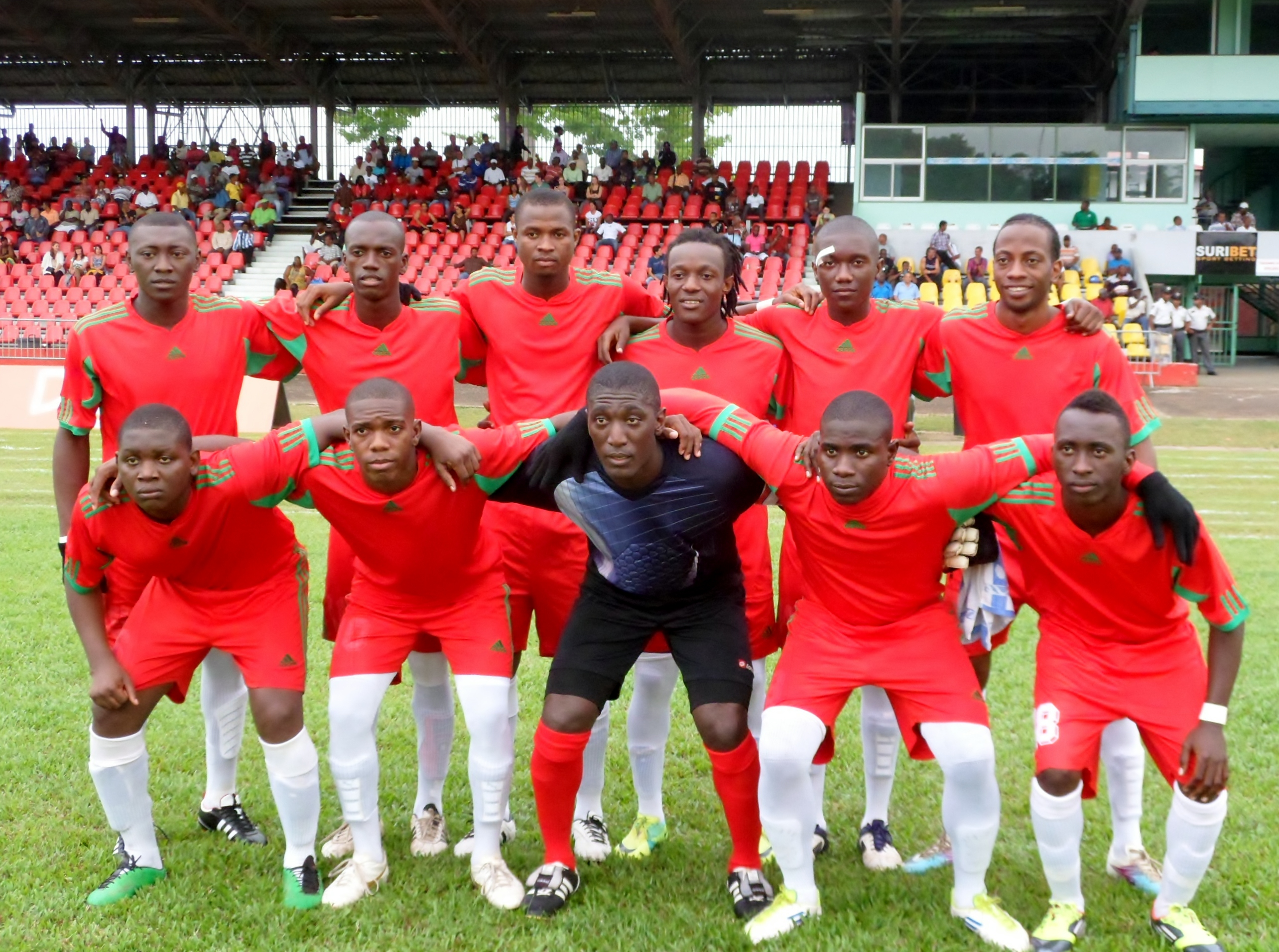
Team van 2012

## Erelijst
| Continentaal                   |     | |
| CONCACAF Caribbean Club Shield | 2x  | 2019, 2023 |
| CONCACAF Caribbean Cup         | 1x  | 2023 |
| Nationaal                      |     | |
| Surinaams landskampioenschap   | 27x | 1953, 1954, 1955, 1956, 1959, 1961, 1964, 1971, 1975, 1976, 1979, 1980, 1981, 1983, 1984, 1985, 1986, 1987, 1988, 1989, 1993, 1995, 2005, 2012, 2018, 2022, 2023, 2024 |
| SVB Cup                        | 7x  | 1997, 1999, 2001, 2006, 2007, 2016, 2018 |
| Suriname President's Cup       | 7x  | 1994, 1995, 1996, 1999, 2001, 2016, 2018, 2024 |

## Bekende (oud-)spelers

### Mannen
- Saverio Adenie
- Ronny Aloema
- Andy Atmodimedjo
- Joël Baja
- Harold Blokland
- Bruce Diporedjo
- Jelany Djemesi
- Stanley Duyzer
- Gilberto Eind
- Errol Emanuelson
- Roché Emanuelson
- Rinaldo Entingh
- Winston Faerber
- Roxey Fer
- Wilfred Garden
- Roy George
- Roberto Gödeken
- Ayad Godlieb
- Abraham Graves
- Orlando Grootfaam
- Cerezo Haabo
- Siegfried Haltman
- Isiah Helstone
- Ferdinand Jap A Joe
- Benito Kemble
- Gordon Kinsaini
- Mitchell Kisoor
- Umberto Klinker
- Kenneth Kluivert
- Claidel Kohinor
- Ronald Kolf
- Michel Kruin
- Guno Kwasie
- Jules Lagadeau
- Emilio Limón
- Amaktie Maasie
- Charley Marbach
- Frank Mijnals
- Humphrey Mijnals
- Gerrit Niekoop
- Remie Olmberg
- Furgill Ong A Fat
- Dwight Panka
- Vitorinio Pinas
- Dennis Purperhart
- Marcel Riedewald
- Delano Rigters
- Jamilhio Rigters
- Herman Rijkaard
- Stefano Rijssel
- Ivanildo Rozenblad
- Byorn Sandvliet
- Leo Schipper
- Raydell Schuurman
- Erwin Sparendam
- Romano Stekkel
- Nick Stienstra
- Galgyto Talea
- Jurmen Vallei
- Fabian van Dijck
- Roy Vanenburg
- Gleofilo Vlijter
- Ifenildo Vlijter
- Roscello Vlijter
- Johan Vorstwijk
- Giovanni Waal
- Ulrich Watson
- Ricardo Winter
- Shaquille Cairo
- Renske Adipi
- Guillermo Welles
- Jonathan Fonkel

### Vrouwen
- Hadassa Brandon
- Fabiënne Karsoredjo
- Xaviera Krimbo
- Latifah Moedjijo